# سوثاراف كوهرابان
سوثاراف كوهرابان (بالتايلندية: สุดารัตน์ เกยุราพันธุ์)؛ (مواليد 1 مايو 1961) سياسية تايلندية ورئيسة اللجنة الاستراتيجية لحزب بويا تاي.